# Красноярский государственный педагогический университет
Красноя́рский госуда́рственный педагоги́ческий университе́т имени В. П. Аста́фьева — высшее учебное заведение в Красноярске, одно из старейших и крупнейших Сибири. Основан в 1932 году в качестве педагогического института. Статус университета получил в 1993 году. На сегодняшний день является одним из крупнейших высших учебных заведений Красноярска наряду с Сибирским федеральным университетом и Сибирским государственным университетом науки и технологий имени М. Ф. Решетнёва.
С 21 декабря 2022 года ректором является кандидат исторических наук, доцент Мария Валерьевна Холина.

## История и образовательная деятельность КГПУ

Памятник фронтовикам-студентам КГПУ имени В. П. Астафьева

Список фронтовиков-студентов КГПУ имени В. П. Астафьева

КГПУ был основан в 1932 году постановлением СНК РСФСР № 289 как Красноярский государственный педагогический институт с четырьмя отделениями, на которые было принято 118 студентов, а также 50 слушателей рабочего факультета. Институт расположился в здании бывшей женской гимназии. Его историческим предшественником принято считать Красноярский институт народного образования, который существовал в Красноярске в 1920—1924 годы и был присоединён к Иркутскому институту народного образования.
В 1935 году в КГПИ было открыто заочное отделение. Также в структуре КГПИ был создан Учительский институт.
В 1982 году КГПИ был награждён Орденом «Знак Почёта».
В декабре 1994 года решением Коллегий Госкомвуза РФ и Министерства образования институт был преобразован в Красноярский государственный педагогический университет.
С 1999 года писатель Виктор Петрович Астафьев — почётный профессор КГПУ.
С 28 января 2004 года Красноярский государственный педагогический университет носит его имя.
В 2005 году университет вошёл в число 100 лучших вузов России и был удостоен медали «Европейское качество образования».
Наибольших успехов учёные КГПУ достигли в археологии, зоологии, истории, русском языке, педагогике, социологии, физике, химии и философии.  Кроме того, ряд выпускников КГПУ являются учёными с мировыми именами, каждый из которых по своему внес значительный вклад в развитие мировой науки: Л. В. Киренский в области физики магнитных явлений, И. А. Терсков в физико-математической области, В. Н. Рогова в развитие гуманитарных исследований, Л. М. Черепнин в изучение флоры Красноярского края, В. Ф. Голосов и А. М. Гендин в философские науки, Б. Ф. Цомакион, А. А. Иванов и В. Ф. Ивлев в физику, Н. А. Цомакион в русский язык, Н. И. Дроздов в археологию, М. И. Сергеев в социологию, Л. М. Горностаев в химию, Б. В. Яковлев в математику, П. Н. Павлов и Б. М. Шейнфельд в историю.
В настоящее время КГПУ имени В. П. Астафьева является одним из ведущих педагогических вузов Сибирского Федерального округа, осуществляющим большой спектр образовательных услуг по программам довузовского, вузовского, послевузовского и дополнительного образования. 5 февраля 2009 года на заседании Аккредитационной коллегии Федеральной службы по надзору в сфере образования и науки (Рособрнадзора) было принято решение о подтверждении Красноярским государственным педагогическим университетом государственного аккредитационного статуса.
За годы существования вузом подготовлено свыше 55 тысяч специалистов для учреждений образования, науки, культуры, экономики и других областей деятельности. В числе сотрудников, работавших в нём в разные годы, а также его выпускников немало известных учёных, педагогов, писателей, государственных и общественных деятелей, спортсменов. Более 500 преподавателей и выпускников удостоены почётных званий «Заслуженный учитель Российской Федерации», «Заслуженный деятель науки Российской Федерации», «Заслуженный работник культуры Российской Федерации», «Отличник народного просвещения», «Почётный работник высшего профессионального образования России». Ряд из них награждены правительственными наградами, Государственными премиями в сфере науки и образования.
Ежегодно университет выпускает около 1500 специалистов, которые востребованы различными сегментами рынка труда Красноярского края. В учреждениях края социальной направленности от общего количества работающих в них свыше 40 % составляют выпускники университета. Доля выпускников университета, работающих в краевой системе образования, составляет 80 % от общего количества учительских кадров. Ряд выпускников педагогического университета занимает ответственные посты в Администрации края, Законодательном собрании, является главами Администраций районов, возглавляет городские и районные органы управления образованием.
Начиная с 2002 года, университет ведёт целенаправленную работу по изменению качества педагогического образования на основе разработанной коллективом вуза Концепции и Программы обновления профессионально-педагогической подготовки учителя в Красноярском государственном педагогическом университете. Реализация данной Концепции и Программы потребовала пересмотра организации всего образовательного процесса, замены устоявшихся традиционных форм и технологий на формы и технологии, адекватные современным представлениям о подготовке специалистов.
Для подготовки учителей нового поколения, создания в крае новой образовательной практики, освоения будущими педагогами основ фундаментальных классических наук, современного методологического, философского, историко-культурного, психологического типа знаний университетом разработана модель университетского научно-образовательного комплекса «Красноярский гуманитарно-педагогический университет». Главная задача комплекса — общее и профессиональное развитие человека на основе создания новой педагогики — антропопедагогики, гуманитарные знания и технологии которой обеспечат раскрытие и развитие способностей обучающихся к непрерывному наращиванию знаний, компетентностей, субъектности, обучению в течение всей жизни по индивидуальной образовательной траектории. В настоящее время ведётся организационная работа по созданию данного комплекса.
С 2005 года вуз начал реализовывать многоуровневую подготовку по программам бакалавриата. В настоящее время образовательный процесс осуществляется по 7 направлениям бакалавриата. Получена лицензия на право образовательной деятельности по 4 направлениям магистратуры. В университете создана система по подготовке преподавателей высшей квалификации. Подготовка кандидатов наук ведётся в вузовской аспирантуре по 26 специальностям, в которой обучается 400 человек. Открыта докторантура по 6 специальностям. Научная деятельность университета осуществляется по 14 основным направлениям, ряд из них имеет инновационный характер. Например, качество педагогического образования: методология, теория и практика; проблемы становления гражданского характера нового поколения сибиряков; теория и практика социально-педагогического сопровождения и интеграции детей и взрослых в общество; содержание, средства и технологии открытого образования и др.
В вузе сформировались и активно развиваются научные школы, имеющие российское и мировое признание. Среди них:
- научная школа под руководством члена-корреспондента РАО, доктора педагогических наук, профессора Шиловой М. И. «Теория и методика воспитания: традиции и новации»;
- научная школа под руководством Заслуженного деятеля науки РФ, доктора исторических наук, профессора Дроздова Н. И. «Археология и палеоэкология Средней Сибири»;
- научная школа под руководством доктора химических наук, профессора Горностаева Л. М. «Синтез и исследование хинонов и их аналогов»;
- научная школа под руководством доктора педагогических наук, профессора Завьялова А. И. и члена-корреспондента РАО, доктора педагогических наук, профессора Миндиашвили Д. Г. «Биопедагогика физического воспитания и спорта»;
- научная школа под руководством члена-корреспондента РАО, доктора философских наук, профессора Гендина А. М. «Социокультурные аспекты развития образования и духовной жизни общества» и др.

Учебный процесс и научную работу в КГПУ обеспечивает уникальный коллектив преподавателей и учёных. В 1998 году в КГПУ существовало 8 факультетов, на которых производилась подготовка специалистов по 12 специальностям, работало 20 профессоров и докторов наук, свыше 200 кандидатов наук, были созданы аспирантура по 19 специальностям и диссертационный совет по защите кандидатских и докторских диссертаций по педагогике и истории педагогики. В настоящее время в университете работают 4 члена-корреспондента РАО, 2 Заслуженных деятеля науки, 3 Заслуженных работника высшей школы, 3 Заслуженных работника культуры, 4 Заслуженных работника физической культуры. 32 преподавателя являются академиками и членами-корреспондентами российских и международных общественных академий наук. В структуру университета входят 5 институтов, 13 факультетов, 63 кафедры, 5 филиалов в городах Ачинск, Канск, Железногорск, Норильск, Минусинск, представительство в г. Кызыле.
В зависимости от решаемых задач, связанных с развитием КГПУ, постоянно изменяется структура университета: упраздняются и реорганизуются существующие подразделения, создаются новые. В период с 2004 по 2008 год было открыто 25 новых подразделений, среди них лаборатория проблем нейропсихологии в образовании; музей геологии и землеведения Центральной Сибири; лаборатория геоэкологии; лаборатория палеографии и палеэкологии древнего человека; центр стратегического прогнозирования и проблем развития университета; учебно-методический центр управления качеством образования; лаборатория археологии и этнографии Средней Сибири; институт дополнительного образования и повышения квалификации; ресурсный центр французского языка; институт дистанционного образования; учебно-методический центр трудоустройства и сопровождения карьеры студентов и выпускников; лаборатория «Проблемы становления характера нового поколения сибиряков»; отдел цифровых образовательных ресурсов и педагогического проектирования; ресурсные информационно-методические центры и др.
Важное место в деятельности университета занимают вопросы, связанные с развитием информатизации. Главными направлениями в этой области являются: развитие корпоративной компьютерной сети; компьютеризация и техническое оснащение структурных подразделений университета; внедрение компьютерных технологий в научный и учебно-воспитательный процесс; внедрение компьютерных технологий в управление университетом.
В 2003 году университет, единственный в России, выиграл 2 гранта Intel «Обучение для будущего», в 2006 году вошел в число 10 университетов России, выигравших грант НФПК «Разработка программ и учебно-методических материалов для подготовки студентов педагогических вузов в области использования цифровых образовательных ресурсов».
В соответствии с принятой в университете Концепцией и Программой проводится воспитательная работа со студентами. Главное в данном виде деятельности — создание необходимых условий, обеспечивающих формирование в университете воспитательной среды. В университете сформировано единое студенческое проектное пространство, в рамках которого выполняется ряд значимых проектов: «Формирование коммуникативной компетентности студентов-тьюторов», «Адаптационные занятия как условия формирования психологической компетентности студентов педвузов», «Выявление социальной активности студенческой молодежи» и др. Значительная часть студенческих проектов отмечена дипломами на российском и региональном уровнях и реализуется в деятельности университета.
В рамках заключённых соглашений с администрациями сельских районов университет оказывает научно-методическую помощь учителям в организации учебно-воспитательного процесса, изучает состояние качества образования школьников, даёт конкретные рекомендации по его повышению. На базе районов создаются курсы повышения квалификации работников образования, проводится работа с родителями учащихся по актуальным вопросам образования и воспитания.
Университет является разработчиком ряда Программ по заданию Администрации Красноярского края: «Молодёжная политика в вузах Красноярского края в 2008—2010 годах», «Формирование характера современного поколения сибиряков как фактора развития человеческого ресурса региона», «Гражданское воспитание детей и молодёжи Красноярского края» и др.
После подписания Россией Болонского соглашения и особенностей реформирования высшей школы университет стал наиболее активно развивать международную деятельность. При этом была определена главная стратегическая цель — создание в университете условий, обеспечивающих наиболее быстрое его вхождение в международное образовательное пространство. Практическая реализация поставленной цели осуществляется на основе 16 договоров, заключённых с различными зарубежными вузами и научными центрами.

## Директора и ректоры
- Медведев, Василий Денисович (июнь — октябрь 1932);
- Попов, Сергей Александрович (октябрь 1932 — февраль 1933);[2]
- Долбенко, Александр Васильевич (февраль 1933 — август 1937);[2]
- Макаров, Пётр Дмитриевич (август 1937 — март 1938);[2]
- Приданников, Иван Александрович (март 1938 — май 1939);[2]
- Павлов, Александр Петрович (май 1939 — сентябрь 1940);[2]
- Журов, Василий Семенович (сентябрь 1940 — октябрь 1942);[2]
- Райский, Борис Фёдорович (октябрь 1942 — январь 1951);[2]
- Голосов, Виктор Федотович (январь 1951 — сентябрь 1955);[2]
- Тетерев, Ефим Михеевич (сентябрь 1955 — ноябрь 1961);[2]
- Сафронов, Виктор Петрович (ноябрь 1961 — сентябрь 1967);[2]
- Пелымская, Ольга Гавриловна (сентябрь 1967 — февраль 1978);[2]
- Фалалеев, Альберт Николаевич (февраль 1978 — ноябрь 1997);[2]
- Дроздов, Николай Иванович (ноябрь 1997 — август 2012);[2]
- Карлова, Ольга Анатольевна (август 2012 — март 2014);
- Ковалевский, Валерий Анатольевич (март 2014 — июль 2020);
- Холина, Мария Валерьевна (и. о. июль 2020 — декабрь 2022, с 21 декабря 2022)

## Выпускники
- Быконя, Геннадий Фёдорович (р. 1941) — советский и российский историк, доктор исторических наук, профессор Красноярского государственного педагогического университета имени В. П. Астафьева.
- Буровский, Андрей Михайлович (р.1955) — русский писатель научно-популярного жанра, археолог, историк, философ, автор псевдонаучных расистских идей об «ариях» и русских как их потомках. Кандидат исторических наук, доктор философских наук.
- Григорьева, Людмила Ильинична (р.1962) — российский религиовед, философ религии, общественный деятель, автор трудов и эксперт по нетрадиционных религиям и культам.
- Иванов, Валерий Петрович (1943—2012) — учёный физик, историк и краевед, автор трудов по истории образования в Красноярском крае.
- Конусов, Николай Александрович (1950—2021) — советский и российский писатель, журналист. Член Союза российских писателей. Победитель краевых и всероссийских литературных конкурсов, лауреат Бунинской премии (2005).
- Кудрявцев, Василий Дмитриевич(1898―1980) ― советский педагог и лингвист, Заслуженный деятель науки и техники Бурятской АССР, Заслуженный учитель школы Бурятской АССР. Доктор педагогических наук, профессор Иркутского университета[3].
- Миндиашвили, Дмитрий Георгиевич (1933—2021) — советский и российский тренер по вольной борьбе, профессор, академик Российской академии образования.
- Наймушина, Елена Аркадьевна (1964—2017) — советская гимнастка, олимпийская чемпионка 1980, заслуженный мастер спорта СССР.
- Семёнов, Юрий Иванович (р. 1929) — советский и российский историк, философ, этнолог, специалист по философии истории, истории первобытного общества, теории познания; создатель оригинальной глобально-формационной (эстафетно-стадиальной) концепции мировой истории.
- Терсков, Иван Александрович (1918—1989) — советский учёный-биофизик, специалист в области управления биосинтезом и биофизики популяций и экосистем, академик АН СССР.[2]
- Чмыхало, Борис Анатольевич (1950—2014) — советский и российский филолог, доктор филологических наук, профессор, проректор по научной работе и международным связям Красноярского государственного педагогического университета им. В. П. Астафьева в 1998—2003 годах.
- Шевчук, Валентин Адольфович (1936—2017) — советский и российский тренер по спортивной гимнастике, почетный гражданин г. Красноярска.
- Шилова, Мария Ивановна (р. 1933) — советский и российский педагог, доктор педагогических наук, профессор, член-корреспондент Российской академии образования.
- Ярыгин, Иван Сергеевич (1948—1997) — советский борец вольного стиля; олимпийский чемпион.

## Факультеты, институты, департаменты

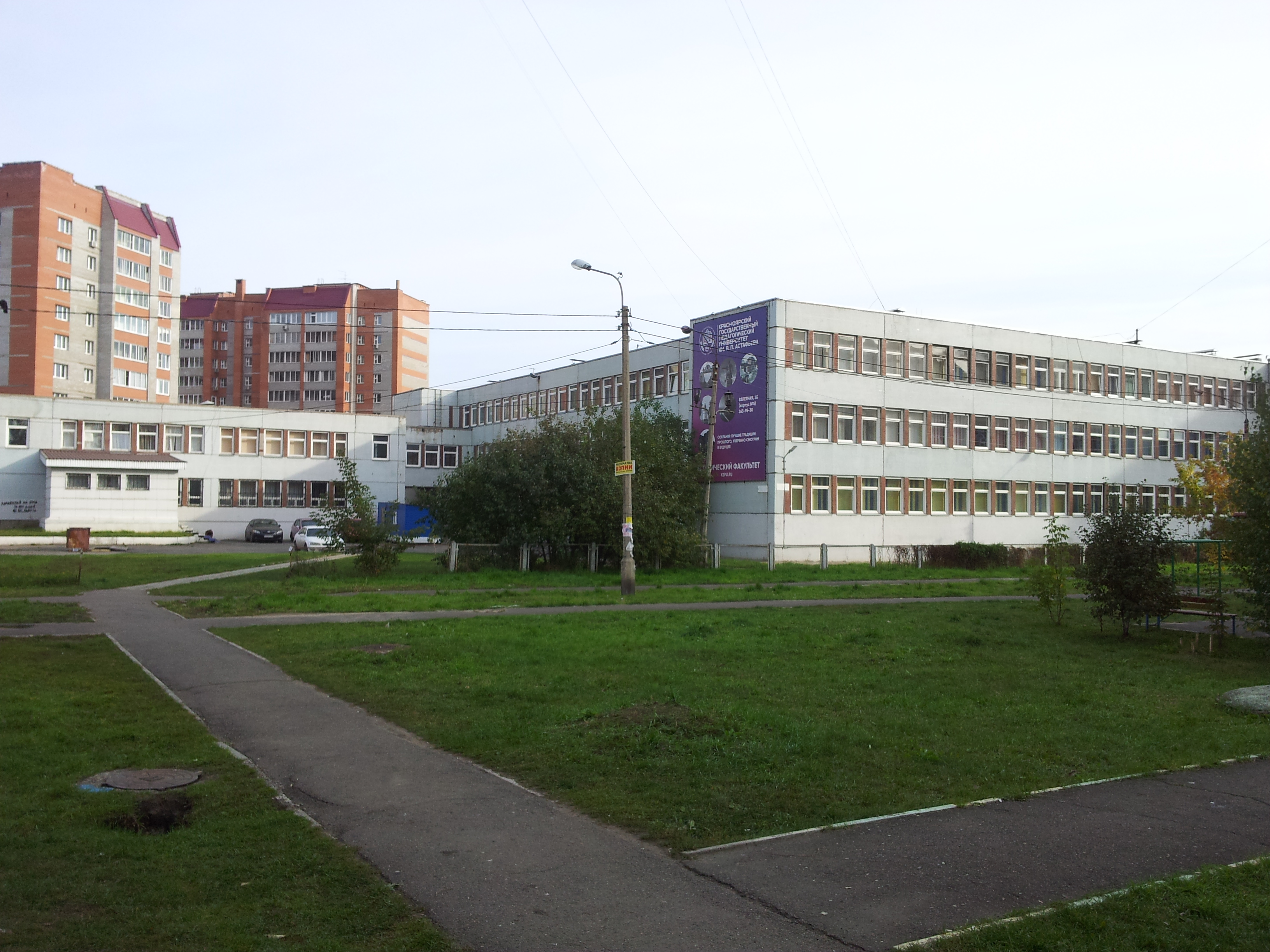
Здание исторического факультета

В настоящее время в структуру университета входят следующие подразделения:
- Исторический факультет
- Факультет иностранных языков
- Факультет биологии, географии и химии
- Филологический факультет
- Факультет начальных классов
- Институт физической культуры, спорта и здоровья им. И. С. Ярыгина
- Институт математики, физики и информатики
- Институт психолого-педагогического образования
- Институт дополнительного образования и повышения квалификации
- Институт социально-гуманитарных технологий
- Департамент спортивных единоборств

## Центр комплексных социологических исследований
Центр комплексных социологических исследований (ЦКСИ) — самостоятельное подразделением входящее в состав научно-исследовательского сектора КГПУ имени В. П. Астафьева, в задачи которого входят исследования по социологии образования, включая дошкольное образование и воспитание, профессионально-техническое образование, общеобразовательную и высшую школу), а также вопросы профессиональной ориентации и адаптации, проблемы социологии физической культуры и спорта, был создан в сентябре 1967 года при кафедре философии и политической экономии КГПИ как Лаборатория социологических исследований по руководством В. Ф. Голосова. В декабре 1969 года при лаборатории под руководством М. И. Сергеева была создана студенческая группа социологов. Первое социологические исследования исследование было заказано на договорной основе трестом «Красноярскалюминстрой», с которым лаборатория впоследствии сотрудничала более десятилетия. В 1960—1970-е годы в лаборатории на крупнейших предприятиях города Красноярска и Красноярского края (включая такие промышленные предприятия КрАЗ, КраМЗ, производственном объединении «Энергостройиндустрия», Предивинский леспромхоз) проводились комплексные социально-экономические исследованиями охватившие более двадцати проблем, что позволило впервые в Красноярске подготовить и внедрить долгосрочные планы и программы социально-экономического развития трудовых коллективов. В 1970-е годы в социологической лаборатории работал исследовательский сектор социологии физической культуры и спорта ССА СО АН СССР, проводивший Сибирские научно-практические семинары высоко оценённые научным сообществом и руководящими органами физкультурного движения Сибири. Начиная с конца 1970-х годов исследования проводились в следующих областях: вопросы профессионально-технического образования, упрочнение учительских кадров, условия труда и быта городских и сельских учителей, бюджет времени педагогов сельских общеобразовательных школ. В это же время сотрудники лаборатории разработали комплексные планы социально-экономического развития систем народного образования и профессионально-технического образования, а как и программу подготовки высококвалифицированных кадров через профессионально-техническое образование Красноярского края в период 1981—1990 годов. В 1980-е годы в лаборатория занималась проведением всесоюзных научных конференций и симпозиумов по вопросам профессиональной ориентации молодёжи, физической культуры и спорта, а также международного координационного совещания «Философско-социологические проблемы физической культуры и спорта» в котором принимали участие социологи более двадцати зарубежных стран. В октябре 1981 году социологическая лаборатория получила высокую оценку со стороны Совета «Социально-философские проблемы образования и воспитания» при Министерстве просвещения РСФСР за работу над вопросами программирования и комплексного развития народного образования в Красноярском крае. В 1980-е годы сотрудники лаборатории произвели исследования по профессиональной ориентации учащейся молодёжи, плодотворности работы межшкольных учебно-производственных комбинатов. Согласно утверждённому плану многостороннего научного сотрудничества восточноевропейских стран проводились исследования развития физической культуры и создания здорового образа жизни школьников. В это же время социологическая лаборатория выступала в качестве разработчика и координатора международного исследовательского проекта «Физическая культура в жизни детей дошкольного возраста». В 1987 году за разработку методики составления комплексных целевых программ профориентации и внедрение рекомендаций в практику сотрудники лаборатории были награждены Бронзовой медалью ВДНХ СССР. В 1989 году Государственный комитет СССР по народному образованию за участие в конкурсе на разработку исследовательских проектов по проблемам образования наградил сотрудником лаборатории дипломами.
В 1991 году лаборатория получила нынешнее название и сосредоточилась на изучении вопросов школьного и вузовского образования в Красноярском крае, а также на проведение социологического мониторинга потребностей в образовательных услугах и ценностных ориентаций в области образования в условиях формирования рыночных отношений. А также сотрудниками Центра в рамках международного исследования по теме «Социокультурные аспекты образовательной ситуации в мегаполисе» изучались социокультурные особенности развития общеобразовательной школы в Красноярске и было развернуто и продолжается исследование профессиональной ориентации на учительскую профессию, подготовки и повышения квалификации педагогических кадров, образа жизни студенческой молодёжи. Изучаются процессы складывания школы нового типа, социокультурных вопросам преемственности в работе детского сада и начальной школы в условиях реформирования системы образования.
Накопленные Центром богатейшие исследовательские материалы были опубликованы в СССР/России и за рубежом в более чем 200 монографиях, брошюрах, статьях, некоторые из них были изданы ведущими советскими/российскими издательствами и публиковались в периодических изданиях — «Наука», «Высшая школа», в журнале «Социологические исследования». Высокую оценку получили эти исследования в СМИ, на конгрессах, симпозиумах, конференциях, включая международные, проходившие в Венгрии, Германии, Польше, Финляндии, Чехословакии, Шотландии, Южной Корее. Материалы исследований легли в основу кандидатских и докторских диссертаций. Сотрудники Центра были неоднократно награждены дипломами и грантами на конкурсах научных работ и исследовательских проектов.
У Центра сложились тесные связи с Институтом социологии РАН, Институтом экономики и организации промышленного производства СО РАН, Научно-исследовательским институтом физической культуры (НИИФК), Государственной академией физической культуры, Российским государственным педагогическим университетом, Новосибирским государственным университетом и Новосибирским государственным педагогическим университетом. Зарубежные научные партнеры КГПУ — Вильнюсский педагогический институт, Таллинский педагогический институт, Кишинёвский педагогический институт, Рижский институт физической культуры, Академия физической культуры (Польша), Карлов университет, институты физической культуры в Болгарии, Венгрии, Германии и Румынии, Мюнхенский технический университет, Университет Ювяскюля, Сеульский национальный университет.
В разные годы сотрудниками социологической лаборатории были: доктор экономических наук, профессор, член-корреспондент Российской академии образования и Российской академии высшей школы А. Н. Фалалеев, кандидаты педагогических наук, доценты И. А. Медведев, В. П. Рубчевский, В. И. Усаков, B. C. Финогенко, С. Л. Садырин, кандидат философских наук, доцент Н. А. Игнатов, кандидат психологических наук, доцент Л. В. Яблокова, О. Н. Ильин. В лаборатории занимался научными изысканиями доктор философских наук, профессор, в настоящее время — главный редактор журнала РАН «Социологические исследования», Ж. Т. Тощенко. Успешно сотрудничают в области социологических исследований профессор М. И. Бордуков, доцент В. П. Иванов. Более четверти века занимается социологией доцент А. С. Рыбаков, свыше десяти лет работает в Центре кандидат исторических наук, доцент В. А. Пинаев.

## Вестник Красноярского государственного педагогического университета имени В. П. Астафьева

Титульный лист Вестника КГПУ имени В. П. Астафьева № 2 (32) за 2015 год

С 2006 года четыре раза в год (30 марта; 30 июня; 30 октября; 30 декабря) университет выпускает научный журнал «Вестник Красноярского государственного педагогического университета имени В. П. Астафьева» («Вестник КГПУ имени В. П. Астафьева»). Тираж 1000 экземпляров. Издание имеет номер международной регистрации ISSN 1995-0861, а также свидетельство о регистрации СМИ (ПИ № ФС77-29950 от 19 октября 2007 г.).
С 5 марта 2010 года журнал включён в Список научных журналов ВАК Минобрнауки России.
Редакционная коллегия —
М. В. Холина (главный редактор), Ильина, Нина Фёдоровна (заместитель главного редактора), Л. В. Шкерина (ответственный секретарь), Е. Ы. Бидайбеков, Н. В. Бровка, А. Д. Васильев, Н. В. Гафурова, Т. М. Григорьева, А. И. Завьялов, В. В. Казаченок, Э. Клещевска, Н. Б. Кошкарёва, И. О. Логинова, В. Р. Майер, О. М. Миллер, О. П. Одинцова, С. Н. Орлова, Е. В. Осетрова, Н. И. Пак, А. Я. Пардала, Х. Э. Самбалхундэв, М. В. Сафонова, Н. Т. Селезнёва, А. В. Серый, И. Ф. Сибгатуллина, С. Стоилкович, Л. П. Уфимцева, Т. В. Фуряева, Г. И. Чижакова, А. Д. Шмелёв и Б. С. Энрике.

### Критика
Под данным проекта «Диссеропедия российских журналов» вольного сетевого сообщества «Диссернет» в журнале имеют место «признаки некорректной редакционной политики»: 1) «журнал принимает вместе со статьёй готовые рецензии на неё» в случае публикаций «для аспирантов»; 2) «индекс накрутки цитирования больше 20» (отношение двухлетнего импакт-фактора РИНЦ — 0.437, в то время как самоцитирование к импакт-фактору по ядру РИНЦ составило 0.003, а индекс составил 145.7; 3) непрозрачность финансовой политики. Кроме того, было указано, что в № 3 и 4 за 2015 годы имела место «множественная публикация статьи». А также отмечено, что в журнале неоднократно публиковал статьи М. Д. Кудрявцев в чьей диссертации на соискание учёной степени доктора педагогических наук были обнаружены некорректные заимствования.

## Награды
- Орден «Знак Почёта» (1982)[2]
- «100 лучших вузов России»
- «Лучший вуз России» (дважды)
- Золотая медаль «Европейское качество»